# ایووندرو
ایووندرو (به لاتین: Ivondro) یک منطقهٔ مسکونی در ماداگاسکار است که در آتسیمو-آتسینانانا واقع شده‌است.